# Campo Imperatore
Campo Imperatore es un prado alpino de montaña formado por una alta meseta en forma de cuenca ubicada en la provincia de L'Aquila en la región de los Abruzos de Italia en el macizo del Gran Sasso d'Italia. Es la meseta más grande de la cresta de los Apeninos, conocida como el «Pequeño Tibet» de Italia. Se encuentra en el Parque Nacional del Gran Sasso y Montes de la Laga.
Campo Imperatore tiene un origen tectónico formado por aluviones y glaciares. La meseta que tiene una longitud de 27 km y una anchura media de 8 km, queda junto al más alto pico de los Apeninos, el Corno Grande, y el glaciar más meridional de Europa, el Calderone; también rodean la meseta el monte Prena, monte Aquila y los montes Camicia al norte y monte Scindarella, Mesola y monte Bolza al sur.
La altitud de la meseta va desde los 1500 a los 1900 m s. n. m. Abarca una extensión de aproximadamente 80 km². En Campo Imperatore se encuentra una de las más antiguas estaciones de esquí alpino de Italia. Ubicada en el borde occidental de la meseta, la estación empezó a operar comercialmente en los años veinte y sigue activa como una estación de esquí hasta la actualidad debido a su proximidad a Roma (132 km o una hora y media en coche). La estación se convirtió en la prisión del dictador Benito Mussolini en agosto de 1943 con su caída del poder hasta que fue liberado por comandos alemanes en septiembre de 1943. En el lado oriental de la meseta hay un sendero de 4 km de esquí de travesía, que es mantenido por la cercana ciudad de Castel del Monte.
En el lado sureste de Campo Imperatore están las ciudades de colinas medievales en el pasado gobernados por los Médicis, Castel Del Monte y Santo Stefano di Sessanio así como la ruina de una de las fortalezas más altas de Europa, Rocca Calascio.
En la primavera, el verano y el otoño, los pastores de estas colinas ciudades en colinas mantienen rebaños de ovejas, caballos "semi-salvajes" y ganado en la meseta. Los pastos están cubiertos por hierbas y flores silvestres. En Campo Imperatore hay también un Jardín botánico alpino. Fundado en 1952, este jardín está dedicado al cultivo y estudio de alrededor de 300 especies indígenas de plantas de montaña, incluyendo plantas raras y en peligro, entre ellas Vaccinium gaultherioides, genciana amarilla (Gentiana lutea), edelweiss de los Apeninos (Leontopodium nivale) y Adonis distorta -- plantas, todas ellas, que se han adaptado al ambiente único de Campo Imperatore. Campo Imperatore es también el hábitat del lobo apenino, el lince de los Apeninos y el rebeco de Abruzos. Casi extinguido, el rebeco de los Abruzos, que los naturalistas consideran una de las variedades más bellas de rebeco, está regresando gracias al esfuerzo conjunto del WWF Italia y la administración del Parque Nacional de Gran Sasso. Otras especies de fauna son el jabalí, el zorro, culebras de collar y una amplia variedad de aves incluyendo el águila real y el halcón peregrino.
También se encuentra en la alta meseta, aprovechando la altura y la ausencia de luz artificial, el CINEOS, un observatorio construido en el año 1951, que forma un ramal del Observatorio de Roma.
Campo Imperatore ha sido popular entre los cineastas. La ubicación ha sido usada en más de veinte grandes películas, entre ellas El americano, El nombre de la rosa, Krull, Lady Halcón, Il sole anche di notte y L'Armata ritorna.

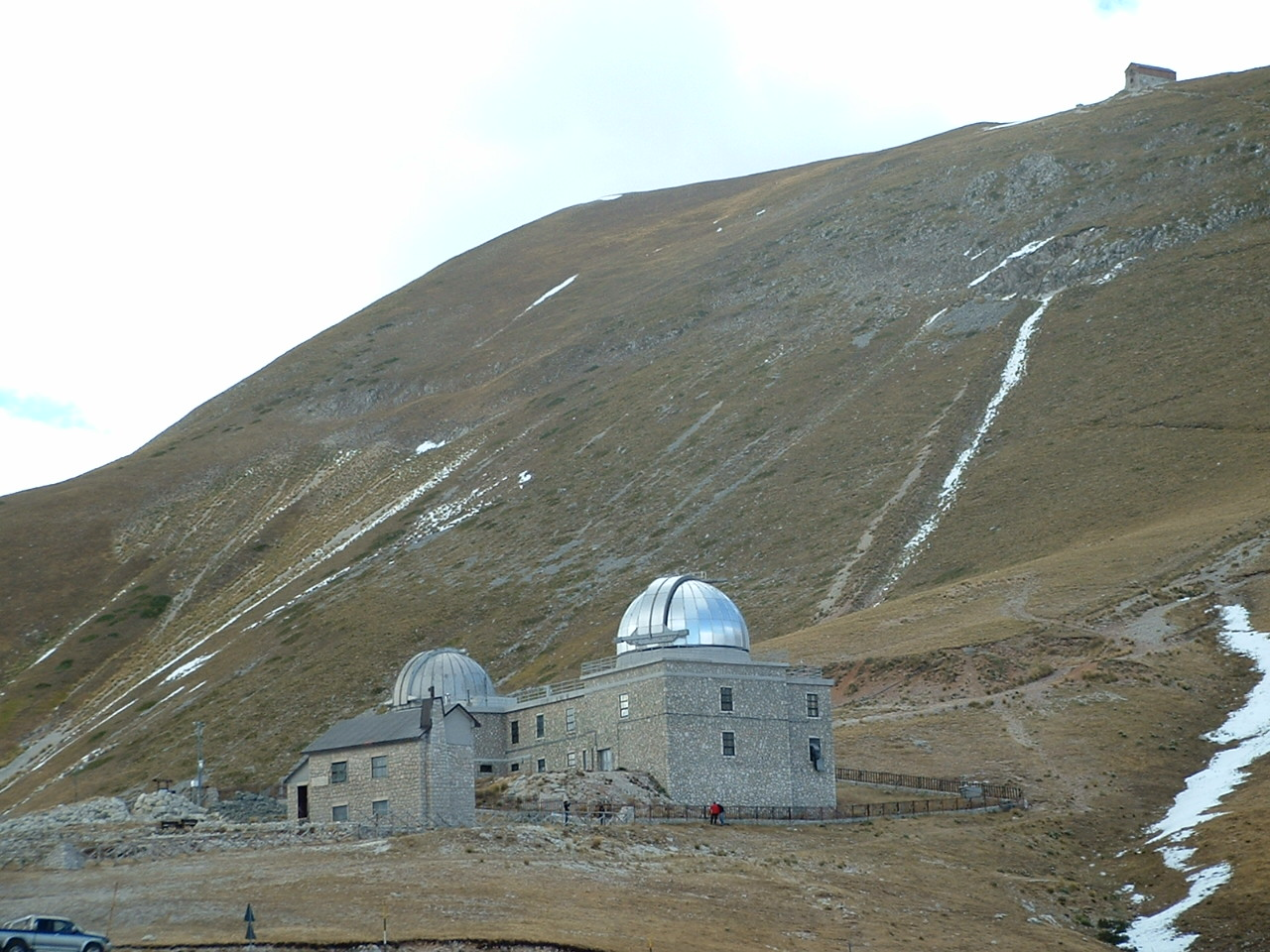
Observatorio de Campo Imperatore
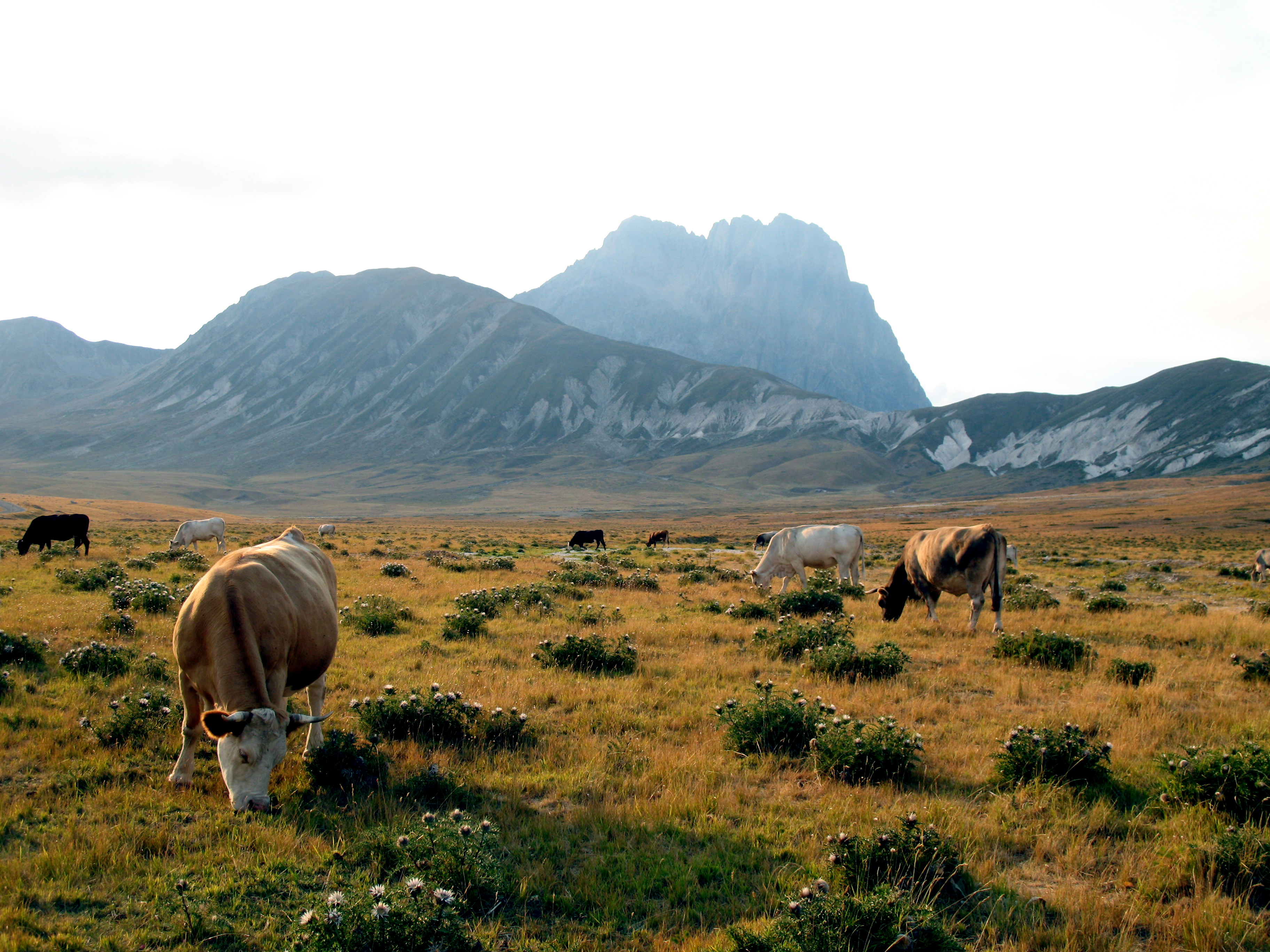
tLas vacas pastando en Campo Imperatore bajo el Corno Grande a finales del verano.
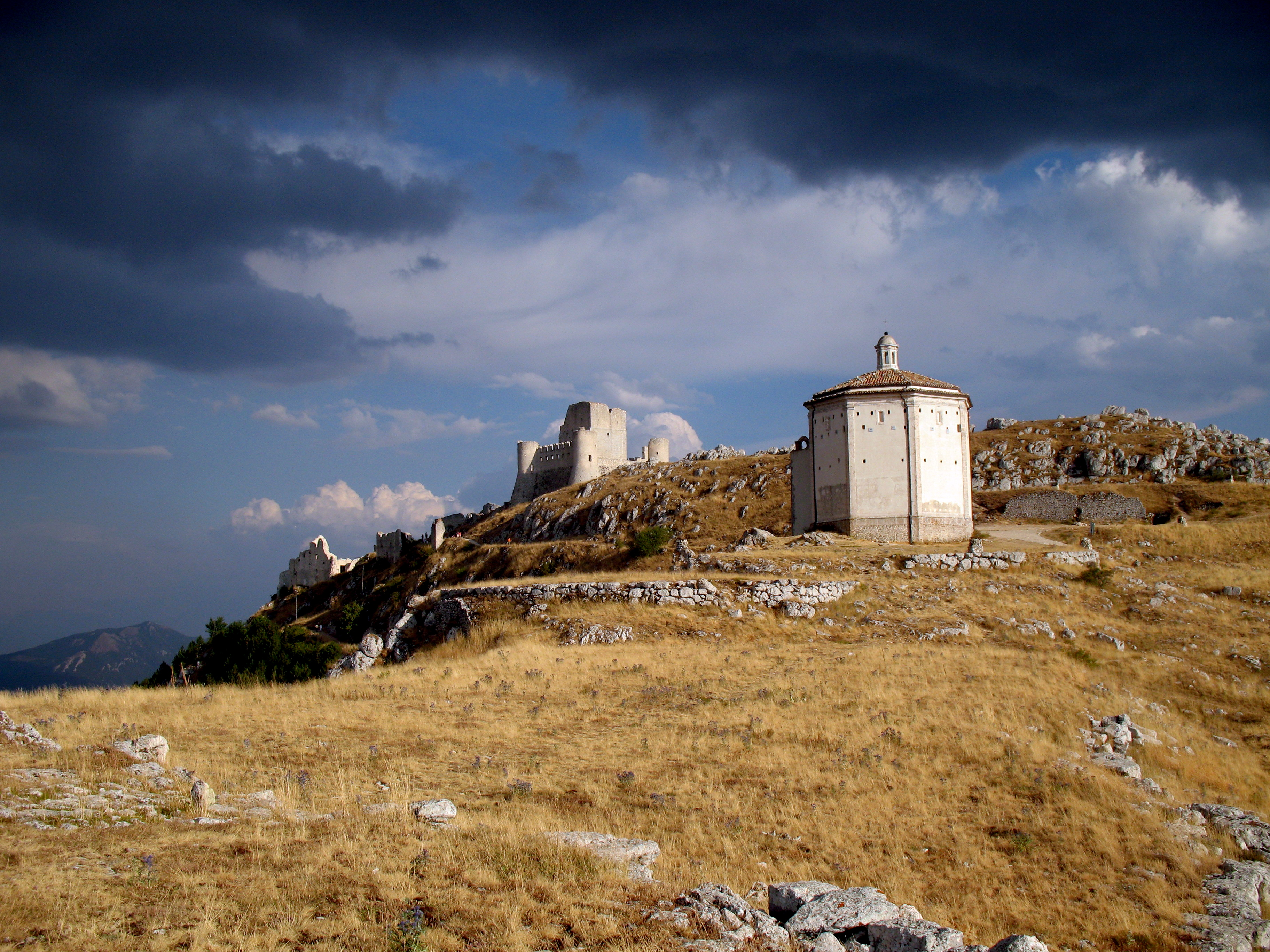
La fortaleza en lo alto de la montaña de Rocca Calascio
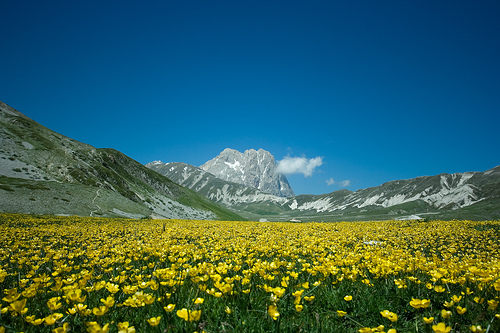
Flores silvestres (Gentiana lutea) en la primavera del Campo Imperatore